# Percy Hamilton Stewart
Percy Hamilton Stewart (* 10. Januar 1867 in Newark, New Jersey; † 30. Juni 1951 in Plainfield, New Jersey) war ein US-amerikanischer Politiker. Zwischen 1931 und 1933 vertrat er den Bundesstaat New Jersey im US-Repräsentantenhaus.

## Werdegang
Percy Stewart besuchte die öffentlichen Schulen seiner Heimat und danach bis 1890 das Yale College. Nach einem anschließenden Jurastudium an der Columbia Law School und seiner 1893 erfolgten Zulassung als Rechtsanwalt begann er in New York City in diesem Beruf zu arbeiten. Gleichzeitig schlug er als Mitglied der Demokratischen Partei eine politische Laufbahn ein. Zwischen 1912 und 1913 amtierte er als Bürgermeister der Stadt Plainfield. Im Jahr 1914 war Stewart Parteivorsitzender der Demokraten im Union County. Außerdem gehörte er von 1915 bis 1921 der Washington Rock Park Commission of New Jersey an. In den Jahren 1919 bis 1921 saß er im Bildungsausschuss seines Staates, zwischen 1923 und 1929 im Autobahnausschuss.
In den Jahren 1920 und 1928 nahm Stewart als Delegierter an den jeweiligen Democratic National Conventions teil. Nach dem Tod des Abgeordneten Ernest R. Ackerman wurde er bei der fälligen Nachwahl für den fünften Sitz von New Jersey als dessen Nachfolger in das US-Repräsentantenhaus in Washington, D.C. gewählt, wo er am 1. Dezember 1931 sein neues Mandat antrat. Da er im Jahr 1932 auf eine weitere Kandidatur für das US-Repräsentantenhaus verzichtete, konnte er bis zum 3. März 1933 nur die laufende Legislaturperiode im Kongress beenden.
Im Jahr 1932 bewarb sich Stewart um einen Sitz im US-Senat, unterlag aber dem republikanischen Amtsinhaber William Warren Barbour mit einem Unterschied von rund 16.000 Stimmen. Nach dem Ende seiner Zeit im US-Repräsentantenhaus praktizierte er bis 1941 wieder als Anwalt; danach zog er sich in den Ruhestand zurück. Er starb am 30. Juni 1951 in Plainfield.